# Georg Åberg
Nils Georg (Georg) Åberg (Hellestad, 20 januari 1893 - Stockholm, 18 augustus 1946) was een Zweeds atleet, die met name uitblonk in het verspringen en hink-stap-springen.

## Loopbaan
Åberg vertegenwoordigde Zweden op de Olympische Spelen van 1912 in Stockholm en won op negentienjarige leeftijd zilver op het onderdeel hink-stap-springen en brons op het onderdeel verspringen met een sprong van 7,18 m. Opvallend was dat bij het hink-stap-springen de eerste drie plaatsen door Zweedse atleten werden bezet.
In zijn actieve tijd was Åberg aangesloten bij IFK Norrköping in Norrköping, met uitzondering van de periode 1913–1914, toen hij voor Örgryte IS uitkwam. Hij veroverde gedurende zijn atletiekloopbaan in totaal drie Zweedse titels, alle bij het verspringen.

## Titels
- Zweeds kampioen verspringen - 1912, 1913, 1915

## Persoonlijke records
| Onderdeel          | Prestatie | Jaar |
| ------------------ | --------- | ---- |
| verspringen        | 7,18 m    | 1912 |
| hink-stap-springen | 14,51 m   | 1912 |

## Palmares

### verspringen
- 1912:  Zweedse kamp. - 7,15 m
- 1912:  OS - 7,18 m
- 1913:  Zweedse kamp. - 6,70 m
- 1915:  Zweedse kamp. - 6,89 m

### hink-stap-springen
- 1912:  OS - 14,51 m